# Канастеро блідий
Канасте́ро блідий (Asthenes hudsoni) — вид горобцеподібних птахів родини горнерових (Furnariidae). Мешкає в Південній Америці. Вид названий на честь англо-аргентинського натураліста і орнітолога Вільяма Генрі Хадсона.

## Опис
Довжина птаха становить 18 см. Верхня частина тіла піщано-коричнева, поцяткована чорнуватими і сріблясто-сірими смужками. Над очима вузькі охристі "брови", на підборідді білувата пляма. Нижня частина тіла жовтувато-коричнева, боки поцятковані чорними смужками. На махових перах к4штанові плями. Хвіст довгий, темний, на кінці срібясто-сірий.

## Поширення і екологія
Бліді канастеро поширені в регіоні південноамериканської пампи. Вони мешкають на крайньому південному сході Бразилії (на південному сході Ріу-Гранді-ду-Сул), в Уругваї та на сході Аргентини (від Санта-Фе і Ентре-Ріоса до півдня Буенос-Айреса та до Ріо-Негро). В Уругваї вид вважається рідкісним. Найбільші популяції блідих канастеро мешкають в районі затоки Самборонбон та в долині Ріо-Саладо, що в аргентинській провінції Буенос-Айрес.
Бліді канастеро живуть на помірних луках, зокрема на заплавних, зустрічаються на висоті до 950 м над рівнем моря. Живляться комахами, яких шукають на землі та серед рослинності. Розмножуються протягом південної весни і літа, пташенята з'являюиться в листопаді-грудні. Гніздо розміщується на землі або в густій рослинності. В кладці 3-4 яйця.

## Збереження
МСОП класифікує стан збереження цього виду як близький до загрозливого. Блідим канастеро загрожує знищення природного середовища.